# Нарасімхарая Салува
Нарасімхарая Салува або Нарасімха I (*д/н —1491) — магараджахіраджа (цар царів) Віджаянагарської імперії у 1486–1491 роках.

## Життєпис

### Кар'єра
Син впливового сановника та військовика Гунди Турімали Салува. У 1452 році призначається магаманделашварою (намісником) Чандрагірі. У 1456 році отримує титул раджи від володаря Малікарджунараї. В цей час Бахмандіський султанат аткував територію імперії, зайнявши значну територію. Скориставшися послаблення Віджаянагар його землі атакував Пурушоттама Гаджапаті, правитель Орісси. В цій боротьбі Нарасімхарая виявив здібності військового.
Поступово влада та вплив Нарасімхараї збільшувався. Зрештою він скористався хаосом, в якому опинилася держава за волоадрювання магараджахіраджи Вірупакшараї II, щоб захопити владу, у 1486 році поваливши династію Сангама й заснувавши власну — Салува.

## Правління
Із самого початку новий магараджахіраджа поставив за мету приборкати місцевих феодалів та відбити зовнішню загрозу. Він змусив бахманідів відступити із захоплених земель з огляду на процес розпаду самого султанату. Втім спроба здолати державу Гаджапаті виявилася невдалою: у 1489 році Нарасімхарая зазнав поразки при Удаягірі, в результаті чого вимушений був поступитися частиною північно-східних земель. Водночас до 1491 року зміг приборкати південних феодалів, змову централізувавши імперію. Але в розпал цих подій раптово помер у 1491 році. Йому спадкував син Тхімма Бгупала.

## Творчість
Продовжуючи традиції попередніх володарів Віджаянагарської імперії сприяв розвитку літератури й мистецтва, особливо поезії мовою каннад. При цьому продовжувалися традиції санскритської літератури. Сам Нарасімхарая був автор твору санскритом «Рама Бхюдаям».